# Vilar (Touro)
Vilar (llamada oficialmente San Miguel de Vilar) es una parroquia y una aldea española del municipio de Touro, en la provincia de La Coruña, Galicia.

## Entidades de población
Entidades de población que forman parte de la parroquia:
- Barreiriña (A Barreiriña)
- Bugalleira (A Bugalleira)
- Casal (O Casal)
- Coto de Millán (O Coto de Millán)
- Empalme (O Empalme)
- Millán
- Outeiro Millán (O Outeiro de Millán)
- Porcariza
- Vilar

## Demografía

### Parroquia
| Gráfica de evolución demográfica de Vilar (parroquia) entre 2000 y 2019 |
|                                                                         |
| Datos según el nomenclátor publicado por el INE.                        |

### Aldea
| Gráfica de evolución demográfica de Vilar (aldea) entre 2000 y 2019 |
|                                                                     |
| Datos según el nomenclátor publicado por el INE.                    |